# Hey Arnold: Filmul Junglei
Hey Arnold: Filmul Junglei este un film de televiziune animat din 2017 bazat pe seria difuzată pe Nickelodeon, care a fost creată de Craig Bartlett și difuzată inițial între anii 1996 și 2004. Acesta este continuarea filmului din 2002, numit Hey Arnold !: Filmul și două părți din episodul Jurnalul.
Filmul servește fie ca finalul seriei, fie ca un preludiu pentru o posibilă renaștere. Filmul a debutat în Statele Unite pe Nickelodeon și Nicktoons, 24 noiembrie 2017, iar în România pe 8 iulie 2018 (pe Nickelodeon și Nicktoons).
1. 1 2  „Hey Arnold: Filmul Junglei”, Internet Movie Database, accesat în 21 august 2022